# Рамзаит
Рамзаи́т (лоренценит) — минерал из подкласса цепочечных силикатов класса силикатов с формулой Na2Ti2(Si2O6)O3. Расчётный состав: Na2O −18,13, ТiO2 — 46,74, SiO2 — 35,13.

## Морфология
Ромбическая сингония. Встречается редко, в виде отдельных кристаллов (до 5 см) и их сростков. Кристаллы призматические до тонкоигольчатых по оси (с), иногда таблитчатые по (100). На гранях вертикальных призм и дипирамид наблюдается штриховка, на гранях призм параллельная оси (с). Рамзаит из Гренландии обнаружен в параллельном срастании с эгирином: (100) эгирина совпадает с (100) рамзаита.

## Свойства
Цвет от темно-бурого, почти чёрного, до светло-коричневого и светло-жёлтого. Также красноватый, серовато-коричневый до серого. Блеск на плоскостях спайности сильный, полуметаллический или стеклянный, на гранях- сильный, металлический до алмазного, на изломе — жирный. Тёмноокрашенные разности непрозрачны, в тонких сколах просвечивают красновато-коричневым и желтовато-коричневым цветом; светлые разности прозрачны. Спайность совершенная по (100) и средняя по (210). Излом раковистый или неровный, хрупок. Твёрдость 6 — 6,5. Плеохроизм у окрашенных разностей отчетливый: по Ng — светло-желтый, по Np и Nm — светло-оранжевый, желто-бурый. Электропроводен. Разлагается HF, другими кислотами разлагается лишь после сплавления с углекислыми щелочами.

## Происхождение
Встречается в щелочных магматических комплексах. Впервые найден на Кольском полуострове в породах Хибинского массива в 1923 году Е. Е. Костылевой и назван в честь первого исследователя Хибинских и Ловозёрских тундр финского геолога Вильгельма Рамзая. Наиболее крупные кристаллы встречаются в пегматитах нефелиновых сиенитов в Хибинском массиве.
По причине редкости находок практического промышленного значения не имеет. Ценится как редкий коллекционный материал.